# 特級厨師
特級厨師（とっきゅうちゅうし）は、中国で1988年に「飲食服務業業務技術等級標準」が公布される前までに与えられた国家資格の中で中国料理調理師の最高位のことである。

## 主な特級厨師
- 麦有財
- 佐藤孟江
- 尹達剛
- 孫成順